# Прогресс М-29М
Прогресс М-29М — транспортный грузовой космический корабль (ТГК) серии «Прогресс», стартовавший к Международной космической станции 1 октября 2015 года. 61-й российский корабль снабжения МКС.

## Хроника полёта

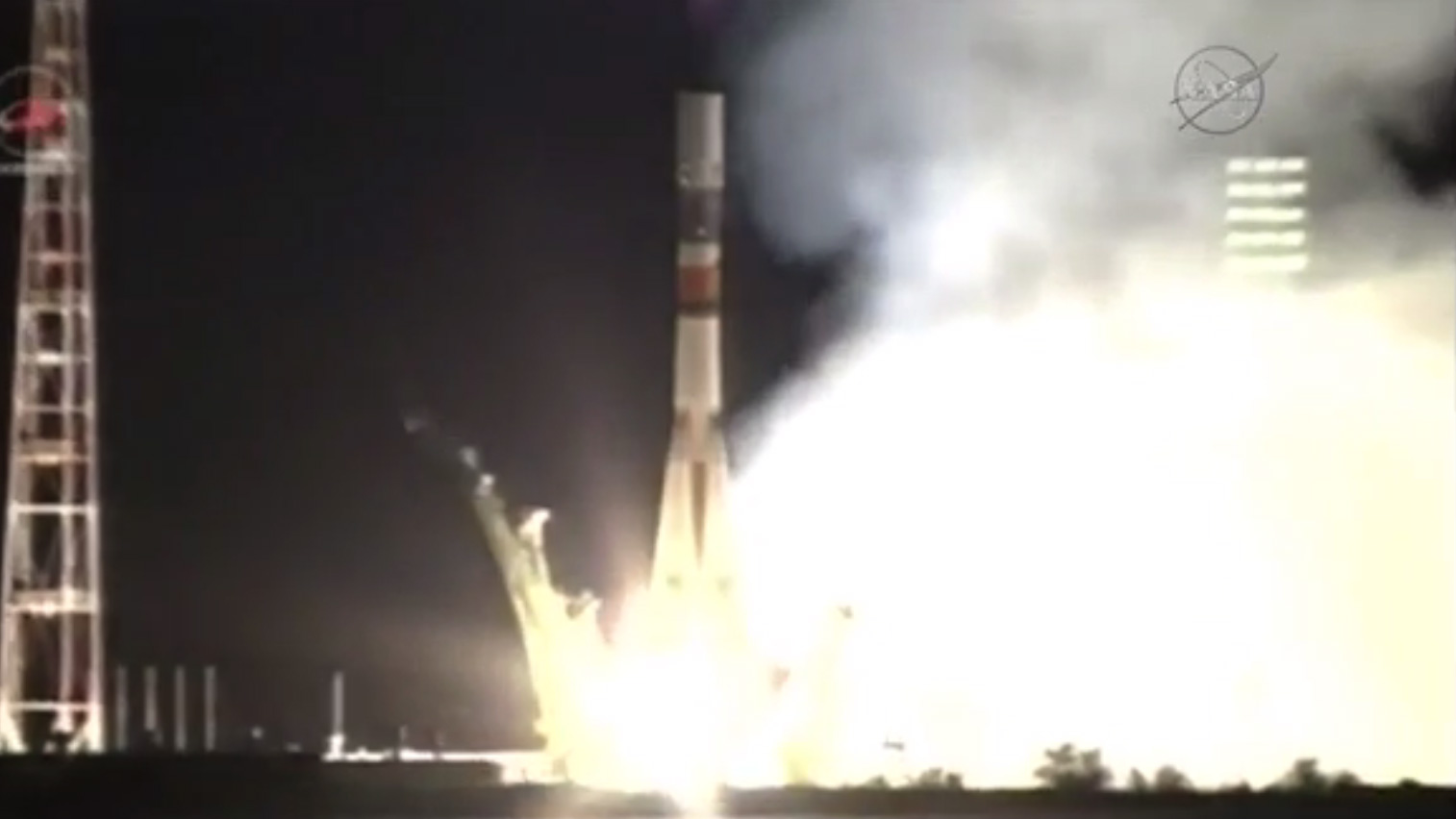
Запуск ракеты-носителя с ТГК на борту

1 октября 2015 года в 16:49 UTC ракета-носитель «Союз-У» с космическим кораблем «Прогресс М-29М» успешно стартовала с космодрома «Байконур».
2 октября 2015 года «Прогресс М-29М» успешно пристыковался к модулю «Звезда» российского сегмента МКС. Двигательные установки «Прогресса» использовались несколько раз для корректировки орбиты МКС для предстоявшей пилотируемой миссии «Союз ТМА-20М».
30 марта 2016 года корабль отстыковался от модуля «Звезда», чтобы освободить стыковочный узел для следующего корабля «Прогресс МС-02», и отправился в автономный полёт. Перед сходом с орбиты «Прогресс М-29М» был задействован в научном эксперименте «Изгиб», изучающем воздействие микрогравитации на космический корабль. Окончательно корабль сошёл с орбиты 8 апреля.